# Sepideh Qoliyan
Sepideh Qoliyan (in persiano سپیده قلیان‎; Dezful, 23 settembre 1994) è una giornalista, scrittrice, politica iraniana, attivista per i diritti umani, arrestata dopo aver documentato nel 2018 lo sciopero del sindacato dei lavoratori della raffineria di zucchero Haft Tappeh, uno dei maggiori complessi agroindustriali del paese. Dopo essere stata detenuta in varie prigioni iraniane, è stata liberata il 15 marzo 2023 e subito di nuovo arrestata.

## Biografia
Nata nel 1994 a Dezful, provincia del Khuzestan, Iran, stutendetessa veterinaria e giornalista freelance per il giornale locale, il 18 novembre 2018 Sepideh Qoliyan riferiva di una protesta sindacale organizzata dalla Workers Union of Haft Tappeh Sugarcane Agro Industrial Company (in persiano  شرکت نیشکر هفت‌تپه‎), quando è stata arrestata dalle forze di sicurezza iraniane. Durante la protesta sono stati arrestati anche il portavoce sindacale, Esmail Bakhshi, e una dozzina di altri sindacalisti. Tutti gli arrestati, eccetto Qolian e Bakhshi, furono rilasciati in pochi giorni. Qolian e Bakhshi sono stati trattenuti senza accusa né rappresentanza legale per 30 giorni e alla fine sono stati rilasciati su cauzione.

### Tortura in carcere
Il 29 novembre 2018, mentre Qolian e Bakhshi erano ancora detenuti, The Vahed Syndicate, un sindacato che rappresenta oltre 17.000 lavoratori, ha rivelato che Esmail Bakhshi era stato brevemente ricoverato in ospedale a causa delle torture subite durante la detenzione. Immediatamente dopo il rilascio, Qolian ha confermato che sia lei che Bakhshi erano stati sottoposti a torture da parte delle forze di sicurezza. Dopo il loro rilascio su cauzione, Bakhshi e Qolian hanno fornito ad Amnesty International un resoconto delle torture subite mentre erano in custodia della polizia e dei funzionari del ministero dell'intelligence nelle città di Shush e Ahvaz.
Qolian ha raccontato ad Amnesty di essere stata picchiata, sbattuta contro i muri, spinta a terra, umiliata con le fustigazioni e minacciata di violenza sessuale e omicidio. Qolian ha affermato che durante i suoi interrogatori quotidiani, iniziati intorno alle 10 del mattino e durati fino alle prime ore del mattino successivo, funzionari dell'intelligence l'hanno ripetutamente sottoposta a insulti sessuali come "puttana", l'hanno accusata di avere rapporti sessuali con lavoratori e minacciata di assicurarsi che la sua famiglia ricevesse informazioni che li avrebbero spinti a uccidere Sepideh per "onore".  Questa rivelazione ha prodotto un enorme contraccolpo pubblico, specialmente sui social media iraniani.  In risposta all'indignazione pubblica, varie organizzazioni statali iraniane hanno negato le accuse di Qolian e hanno definito lei e Bakhshi strumenti di interesse straniero.
Il 19 gennaio 2019, la televisione di stato iraniana ha trasmesso quello che ha affermato essere un documentario che mostra come Qolian, Bakhshi e altri attivisti abbiano legami con l'amministrazione Trump, gruppi comunisti e altri iraniani in diaspora che perseguono il rovesciamento del regime iraniano. La trasmissione, registrata durante la loro detenzione, conteneva video di Qolian e Bakhshi visibilmente sconvolti che confessavano i loro crimini contro lo Stato.
Qolian ha risposto su Twitter che questa trasmissione è di per sé un'ulteriore prova della tortura subita. Farzaneh Zilabi, l'avvocato di Bakhshi, ha descritto la trasmissione di dichiarazioni ottenute dal suo cliente sotto costrizione come una violazione della legge. “La trasmissione di questo documentario è ingiustificabile e inaccettabile. Ora che le informazioni riservate in questo falso caso sono state rese pubbliche attraverso un documentario ingannevole, selettivo e ingiusto, il signor Bakhshi chiede un processo pubblico e trasparente". Secondo Zilabi, la trasmissione è stata una violazione dell'articolo 96 del regolamento sulle procedure penali dell'Iran, che proibisce e criminalizza rivelare l'identità e le immagini dei sospetti prima della condanna.

## Opere
- Diari dal carcere, Gaspari Editore, 2021 ISBN 978-8875418366